# Sapajus nigritus
El capuchino negro (Sapajus nigritus) es una especie de primate platirrino que habita el sudeste de Brasil y el noreste de Argentina. Inicialmente fue clasificado como una subespecie de Sapajus apella.

## Subespecies
El capuchino negro fue dividido en 2 o 3 subespecies: 
- Sapajus nigritus nigritus: habita en Brasil incluyendo Serra dos Órgãos, Río de Janeiro.
- Sapajus nigritus cucullatus: se distribuye al sur del área de distribución de la especie, tiene un par de mechones sobre la cabeza.
- Sapajus nigritus robustus: se distribuye al norte de su área de distribución (norte del río Doce), tiene una cresta cónica medial sobre la corona.[3] Desde el año 2011 se la considera una especie diferente (Sapajus robustus) incluyendo a la UICN.[4][5]

## Conservación
La población del capuchino negro es desconocida, pero lo más probable es que esté disminuyendo debido a la pérdida de su hábitat, la caza, y su captura como mascota. Las 2 subespecies ubicadas al sur de su área de distribución tienen una abundancia relativa y están catalogadaa como casi amenazadas por la Lista Roja de la UICN. La exsubespecie S. n. robustus (Sapajus robustus) ubicada al norte de su rango se considera en peligro de extinción.